# Palazzo Piombino

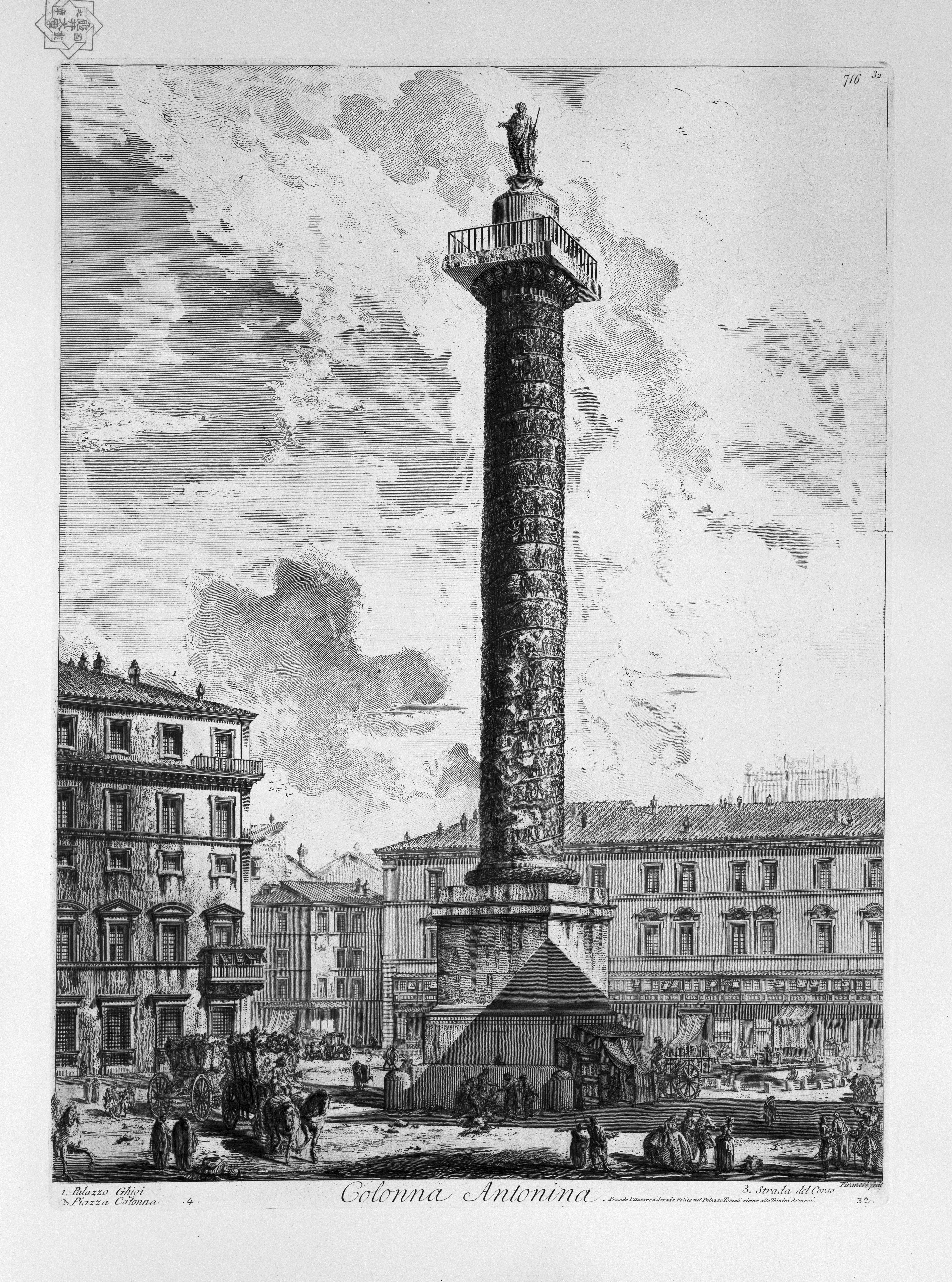
Gravura de Piranesi (1748-1774) mostrando a Piazza Colonna. Em primeiro plano, a Coluna de Marco Aurélio e, ao fundo, o Palazzo Piombino. À esquerda está o Palazzo Chigi.

Palazzo Piombino, conhecido também como Palazzo Spada al Corso e Palazzo Giustini Spada Piombino, era um antigo palácio maneirista localizado na Via del Corso, no rione Colonna de Roma, de frente para a Piazza Colonna, onde hoje está a Galleria Alberto Sordi. 

## História
O palácio foi construído para Giustini Veralli entre 1594 e 1612 por Carlo Francesco Lambardi, que unificou um conjunto de propriedades anteriores do monsenhor Cosimo Giustini. Em 1618, Antonio Circignani Il Pomarancio decorou o salão principal. Em 1635, O edifício passou para Orazio Spada através de sua esposa, Maria Veralli, última herdeira da família. Os dois foram pais do cardeal Fabrizio Spada e o palácio permaneceu na família Spada por quase dois séculos. Em 1819, Luigi I Boncompagni Ludovisi, príncipe de Piombino, adquiriu o palácio, que passou finalmente para Ignazio Gaetano Boncompagni Ludovisi. 
O edifício foi demolido em 1889 por ordem da Comuna de Roma, que tinha planos para construir ali uma estação central. O Caffè Liquoreria Falchetto, que ficava no piso térreo do palácio, se instalou no vizinho Palazzo Chigi, na esquina da Via del Corso e assumiu o novo nome de Caffè Cillario.
O local permaneceu vazio até 1891, quando se construiu ali o Padiglione dell'Allegria para as festividades do carnaval daquele ano. Finalmente decidiu-se pela construção da Galleria Alberto Sordi em 1922.